# Krasno Selo
Krasno Selo (Bulgaars: Красно село) is een van de 24 districten van Sofia. Op 1 februari 2011 telde het district 83.552 inwoners. Het district heeft een oppervlakte van 7 vierkante kilometer. In 1956 werd het een district van Sofia, maar sinds het begin van de 20e eeuw was het een buitenwijk van de stad. De naam komt van het zelfstandig naamwoord selo ("dorp") en het bijvoeglijk naamwoord krasno, wat "mooi" betekent.

## Geschiedenis
Na de Tweede Balkanoorlog en de Eerste Wereldoorlog trokken duizenden families van Bulgaarse vluchtelingen (voornamelijk uit West-Thracië, Vardar, Zuidelijke Dobroedzja en de Westelijke Gebieden) naar de grote Bulgaarse steden op zoek naar een beter leven. In die periode voorafgaand aan de Tweede Wereldoorlog verstedelijkte Krasno Selo, ooit een satellietwijk, snel en bood onderdak aan vele vluchtelingenfamilies. Verschillende wijken van Krasno Selo staan tegenwoordig bekend als de Dobroedzja-buurt, de Tsaribrod-buurt, enzovoorts. Architectonische elementen in de huizen van Bulgaarse vluchtelingen tonen nostalgie naar hun geboortestreek, een voorbeeld hiervan is de ronde toren van een huis uit 1929 dat doet denken aan de Witte Toren in Thessaloniki.

## Bevolking
In de volkstelling van 2011 verklaarden 76.692 van de 78.320 respondenten etnische Bulgaren te zijn (±98%). Verder werden er 267 etnische Turken en 43 etnische Roma geteld. Het district heeft een bevolkingsdichtheid van 11.936 personen per vierkante kilometer.

## Galerij

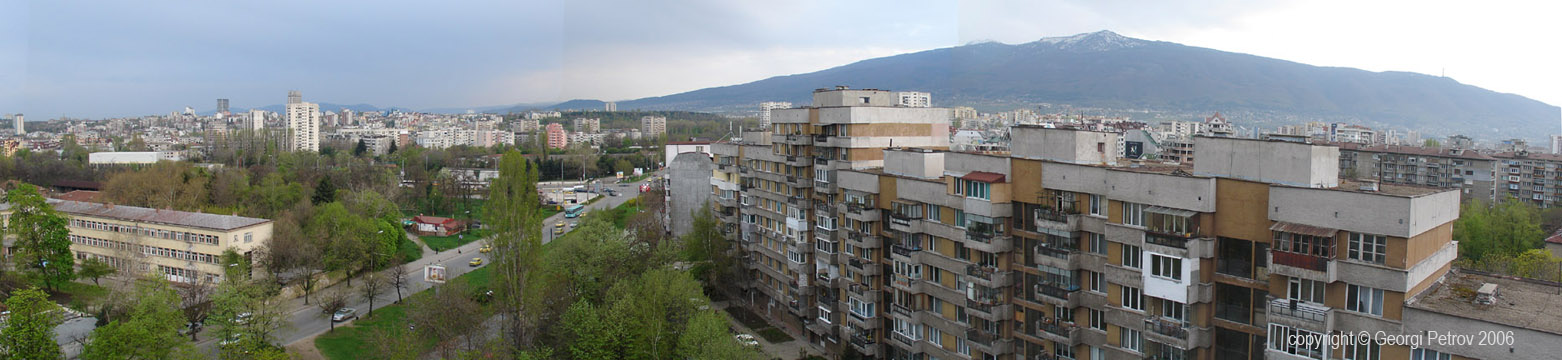
Het uitzicht in Krasno Selo
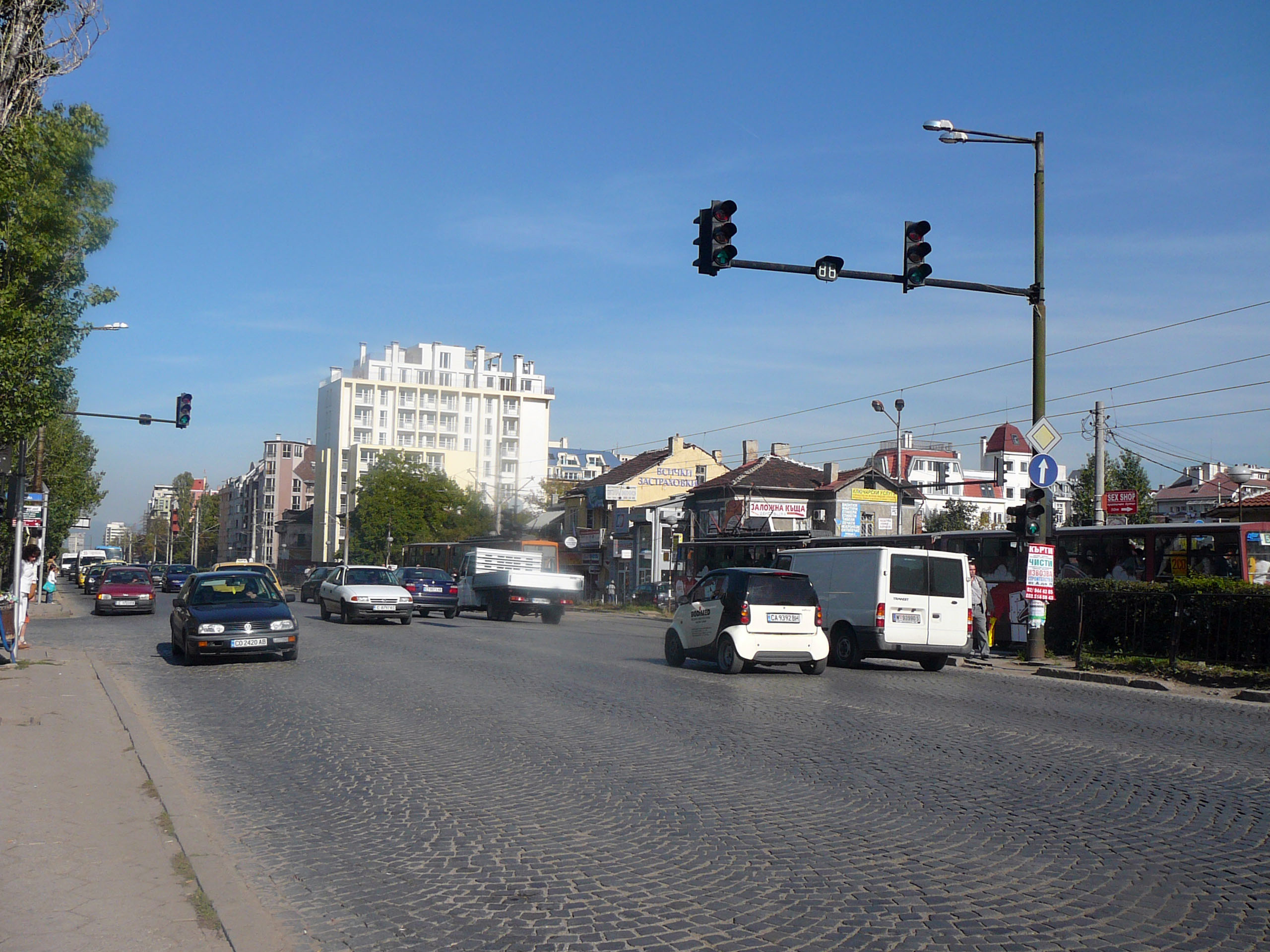
Het straatbeeld in Krasno Selo